# Maria Antonia del Liechtenstein (1683-1715)
Maria Antonia del Liechtenstein (12 gennaio 1683 – 19 dicembre 1715) è stata una principessa austriaca.

## Biografia
La principessa Maria Antonia nacque nel 1683 come terzogenita di Antonio Floriano e di Eleonora Barbara di Thun-Hohenstein.
Il 23 settembre 1702 sposò il conte Johann Adam von Lamberg (1677-1708), ma rimase vedova sei anni più tardi. Nel 1709 (oppure nel 1710) sposò in seconde nozze Ehregott Maximilian von Kuefstein (1676-1728).
Morì nel 1715 all'età di 32 anni.

## Discendenza
Maria Antonia del Liechtenstein e il secondo marito Ehregott Maximilian von Kuefstein ebbero tre figlie e due figli:
- Eleonore Maria (21 luglio 1711 - deceduta giovane);
- Maximilian Dangkott (1712 - deceduto giovane);
- Maria Karolina (1713);
- Willgott Joseph (1714 - deceduto giovane);
- Karolina Eleonora (28 gennaio 1715).

## Titoli e trattamento
- 12 gennaio 1683 - 19 dicembre 1715: Sua Altezza Serenissima, la principessa Maria Antonia del Liechtenstein

## Ascendenza
|                                           |                                    |                                               | Genitori                                  |  |  | Nonni |  |  | Bisnonni                    |  |  | Trisnonni                     |  |
|                                           |                                    |                                               |                                           |  |  |       |  |  | Gundacaro del Liechtenstein |  |  | Hartmann II del Liechtenstein |  |
|                                           |                                    |                                               |                                           |  |  |       |  |  | Gundacaro del Liechtenstein |  |  | Hartmann II del Liechtenstein |  |
|                                           |                                    | Anna Maria von Ortenburg                      |                                           |  |  |       |  |  | Gundacaro del Liechtenstein |  |  |                               |  |
| Hartmann III del Liechtenstein            |                                    |                                               |                                           |  |  |       |  |  | Gundacaro del Liechtenstein |  |  |                               |  |
|                                           |                                    | Agnese della Frisia orientale                 | Enno III della Frisia orientale           |  |  |       |  |  |                             |  |  |                               |  |
|                                           |                                    | Agnese della Frisia orientale                 | Enno III della Frisia orientale           |  |  |       |  |  |                             |  |  |                               |  |
|                                           |                                    | Agnese della Frisia orientale                 | Walburgis von Rietberg                    |  |  |       |  |  |                             |  |  |                               |  |
| Antonio Floriano del Liechtenstein        |                                    | Agnese della Frisia orientale                 |                                           |  |  |       |  |  |                             |  |  |                               |  |
|                                           |                                    | Ernst Friedrich von Salm-Reifferscheidt       | Werner zu Salm-Reifferscheidt-Dyck        |  |  |       |  |  |                             |  |  |                               |  |
|                                           |                                    | Ernst Friedrich von Salm-Reifferscheidt       | Werner zu Salm-Reifferscheidt-Dyck        |  |  |       |  |  |                             |  |  |                               |  |
|                                           |                                    | Ernst Friedrich von Salm-Reifferscheidt       | Marie von Limburg-Stirum                  |  |  |       |  |  |                             |  |  |                               |  |
| Sidonie Elisabeth von Salm-Reifferscheidt |                                    | Ernst Friedrich von Salm-Reifferscheidt       |                                           |  |  |       |  |  |                             |  |  |                               |  |
|                                           |                                    | Maria Ursula zu Leiningen-Dagsburg-Falkenburg | Emich XI zu Leiningen-Dagsburg-Falkenburg |  |  |       |  |  |                             |  |  |                               |  |
|                                           |                                    | Maria Ursula zu Leiningen-Dagsburg-Falkenburg | Emich XI zu Leiningen-Dagsburg-Falkenburg |  |  |       |  |  |                             |  |  |                               |  |
|                                           |                                    | Maria Ursula zu Leiningen-Dagsburg-Falkenburg | Ursula von Fleckenstein                   |  |  |       |  |  |                             |  |  |                               |  |
| Maria Antonia del Liechtenstein           |                                    | Maria Ursula zu Leiningen-Dagsburg-Falkenburg |                                           |  |  |       |  |  |                             |  |  |                               |  |
|                                           | Johann Sigmund von Thun-Hohenstein | Johann Cyprian von Thun-Hohenstein            |                                           |  |  |       |  |  |                             |  |  |                               |  |
|                                           | Johann Sigmund von Thun-Hohenstein | Johann Cyprian von Thun-Hohenstein            |                                           |  |  |       |  |  |                             |  |  |                               |  |
|                                           | Johann Sigmund von Thun-Hohenstein | Anna Maria von Preysing                       |                                           |  |  |       |  |  |                             |  |  |                               |  |
| Michael Osvald von Thun-Hohenstein        | Johann Sigmund von Thun-Hohenstein |                                               |                                           |  |  |       |  |  |                             |  |  |                               |  |
|                                           |                                    | Anna Margaretha von Wolkenstein-Trostburg     | Marcus Oswald von Wolkenstein-Trostburg   |  |  |       |  |  |                             |  |  |                               |  |
|                                           |                                    | Anna Margaretha von Wolkenstein-Trostburg     | Marcus Oswald von Wolkenstein-Trostburg   |  |  |       |  |  |                             |  |  |                               |  |
|                                           |                                    | Anna Margaretha von Wolkenstein-Trostburg     | Anna Maria Khuen von Belasi               |  |  |       |  |  |                             |  |  |                               |  |
| Eleonora Barbara di Thun-Hohenstein       |                                    | Anna Margaretha von Wolkenstein-Trostburg     |                                           |  |  |       |  |  |                             |  |  |                               |  |
|                                           |                                    | Cristoph von Lodron                           | Nicolò Lodron                             |  |  |       |  |  |                             |  |  |                               |  |
|                                           |                                    | Cristoph von Lodron                           | Nicolò Lodron                             |  |  |       |  |  |                             |  |  |                               |  |
|                                           |                                    | Cristoph von Lodron                           | Dorothea von Welsperg                     |  |  |       |  |  |                             |  |  |                               |  |
| Elisabeth von Lodron                      |                                    | Cristoph von Lodron                           |                                           |  |  |       |  |  |                             |  |  |                               |  |
|                                           |                                    | Katharina zu Spaur und Flavon                 | Anton zu Spaur und Flavon                 |  |  |       |  |  |                             |  |  |                               |  |
|                                           |                                    | Katharina zu Spaur und Flavon                 | Anton zu Spaur und Flavon                 |  |  |       |  |  |                             |  |  |                               |  |
|                                           |                                    | Katharina zu Spaur und Flavon                 | Emerentia von Preysing                    |  |  |       |  |  |                             |  |  |                               |  |
|                                           |                                    | Katharina zu Spaur und Flavon                 |                                           |  |  |       |  |  |                             |  |  |                               |  |